# Michal Doležel
Michal Doležel (* 20. června 1986 Brno) je český politik, archeolog a etnolog, od roku 2016 zastupitel Jihomoravského kraje, v letech 2015 až 2018 zastupitel a radní městské části Brno-střed, původně nestraník za hnutí „Žít Brno“, později člen TOP 09.

## Život
Po maturitě na Vyšší odborné škole a Střední odborné škola informačních a knihovnických služeb v Brně vystudoval bakalářské obory archeologie (promoval v roce 2010 a získal titul Bc.) a etnologie (promoval v roce 2014 a získal druhý titul Bc.) na Filozofické fakultě Masarykovy univerzity.
Od roku 1990 je členem Sokolu Brno I., kde byl od roku 2013 také místostarostou. V Sokole, ale i mimo něj, se snaží o propojení s občanským životem, kulturou a uměním. Organizoval výstavu Slet sokolských plakátů v roce 2012 v Domě umění města Brna, festival Sokolské culturae v roce 2013 nebo festival Moje 20. století v letech 2011 až 2013. V roce 2015 uspořádal výstavu historických fotografií pod širým nebem Paměť v ulicích. V roce 2021 spoluinicioval vznik spolku Za Brno nezbourané, který chce chránit brněnské budovy, které administrativní chybou přišly o statut kulturní památky.
Upozornil na sebe už v květnu 2009, kdy přelepil komunistické symboly (srp a kladivo) na pomníku v Králově Poli portréty Milady Horákové a doplnil nápisy "Symboly komunismu nechceme!". Happening se opakoval i v srpnu 2009.
Michal Doležel žije v Brně, konkrétně v části Brno-střed.

## Politická kariéra
V komunálních volbách v roce 2014 kandidoval jako nestraník za hnutí „Žít Brno“ do Zastupitelstva městské části Brno-střed, ale neuspěl (stal se prvním náhradníkem). V únoru 2015 však na mandát rezignoval jeho kolega Jan Hollan, a tak se od 11. února 2015 stal zastupitelem městské části. V listopadu 2015 se pak stal radním městské části. Nahradil tak Matěje Hollana, který se rozhodl funkce z časových důvodů vzdát. Dále působil jako předseda Komise pro správu bytových domů a člen Komise výstavby, územního rozvoje a strategického plánování. V komunálních volbách v roce 2018 již nekandidoval.
V komunálních volbách v roce 2014 kandidoval také jako nestraník za hnutí „Žít Brno“ do Zastupitelstva města Brna, a to na kandidátní listině subjektu "Žít Brno s podporou Pirátů", ale neuspěl.
V krajských volbách v roce 2016 byl jako nestraník za hnutí „Žít Brno“ zvolen zastupitelem Jihomoravského kraje, a to na kandidátní listině subjektu "TOP 09 s podporou starostů a "Žít Brno"". Působí jako uvolněný zastupitel, předseda Výboru pro výchovu, vzdělávání a zaměstnanost, člen Výboru finančního a člen Výboru pro meziregionální vztahy.
V krajských volbách v roce 2020 obhájil post zastupitele Jihomoravského kraje, když jako nestraník za TOP 09 kandidoval za koalici Spolu pro Moravu (tj. TOP 09, Zelení, MZH, hnutí Idealisté a LES). V krajských volbách v září 2024 kandidoval již jako člen TOP 09 v rámci koalice „SPOLU“ (tj. ODS, KDU-ČSL a TOP 09) do Zastupitelstva Jihomoravského kraje, mandát zastupitele se mu podařilo obhájit.